# محطة قطار ثتفورد
محطة قطار ثتفورد (بالإنجليزية: Thetford railway station)‏‏ هي محطة قطار في ثيتفورد في المملكة المتحدة، تُشغلها قطارات إيست ميدلاند. افتُتحت هذه المحطة في 1845، ويبلغ عدد مسارات أرصفتها 2.